# Śmigłowcowe Mistrzostwa Świata 1981
Śmigłowcowe Mistrzostwa Świata 1981 odbyły się po raz pierwszy w Polsce w Piotrkowie Trybunalskim w dniach 16–23 sierpnia 1981 roku. Zawody odbyły się pod patronatem Międzynarodowej Federacji Lotniczej oraz Aeroklubu Polskiego. Ceremonie otwarcia i zamknięcia Śmigłowcowych Mistrzostw Świata odbyły się na stadionie XXXV-lecia PRL, a konkurencje zawodów rozgrywano na lotnisku Aeroklubu Ziemi Piotrkowskiej.
W mistrzostwach wystartowało 39 załóg na 30 śmigłowcach z 6 krajów: ZSRR, Francji, Polski, USA, Wielkiej Brytanii i RFN. Wśród startujących załóg były cztery załogi kobiece: trzy z ZSRR i jedna z Polski. Rozegrano 4 konkurencje oraz piątą nie wliczaną do klasyfikacji łącznej – lot dowolny (freestyle). W locie dowolnym zwyciężył Karl Zimmerman (RFN) na śmigłowcu Bölkow 105, który wykonał pętlę i beczkę, figury akrobacji lotniczej.
Na mistrzostwach odbyły konkurencje: nawigacja, fender rigging, latanie precyzyjne i slalom.

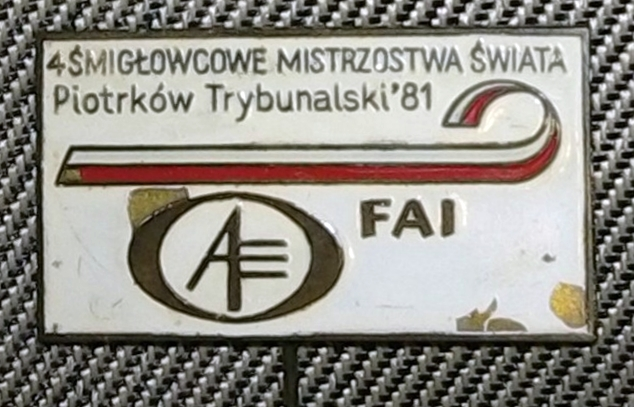
Metalowy znaczek z mistrzostw

## Wyniki

### Indywidualne
| Miejsce | Pilot                   | Obserwator        | Śmigłowiec  | Państwo           |
| ------- | ----------------------- | ----------------- | ----------- | ----------------- |
| 1.      | George D. Cheest        | Stephen G. Kee    | Bell OH-58  | Stany Zjednoczone |
| 2.      | Ginter Pipke            | Manfred Greiner   | Bell 205    | RFN               |
| 3.      | Konrad Hanses           | Gothlar Oehler    | Alouette II | RFN               |
| 4.      | Artur Szarawara         | Henryk Moryc      | Mi-2        | Polska            |
| 5.      | Irvin Starrok           | Robert L.Muller   | Bell UH-1   | Stany Zjednoczone |
| 6.      | Donne E. Jawkes         | Robert Stolworthy | Bell UH-1   | Stany Zjednoczone |
| 7.      | John I. Bailey          | Allan L. Parter   | Bell UH-1   | Stany Zjednoczone |
| 8.      | Hubert Dresseler        | Manfred Preuss    | Alouette II | RFN               |
| 9.      | Zbigniew Domina         | Zdzisław Górnicki | Mi-2        | Polska            |
| 10.     | Herbert Kloberg         | Winifred Beikler  | Bell 202    | RFN               |
| 11.     | Zdzisław Treder         | Andrzej Sawicki   | Mi-2        | Polska            |
| 12.     | Kazimierz Wojnicz       | Janusz Janukowicz | Mi-2        | Polska            |
| 20.     | Ryszard Kasperek        | Jacek Grzesiczak  | Mi-2        | Polska            |
| 23.     | Teresa Ćwik-Maszczyńska | Anna Iwańska      | Mi-2        | Polska            |
| 25.     | Kazimierz Jakubiszak    | Jan Kwaśniak      | Mi-2        | Polska            |

### Drużynowe
| Miejsce | Państwo           | Punktacja |
| ------- | ----------------- | --------- |
| 1.      | Stany Zjednoczone | 2253      |
| 2.      | RFN               | 2251      |
| 3.      | Polska            | 2233      |
| 4.      | ZSRR              | 2125      |
| 5.      | Wielka Brytania   | 2040      |